# Utvecklingsprojektet Northumberland

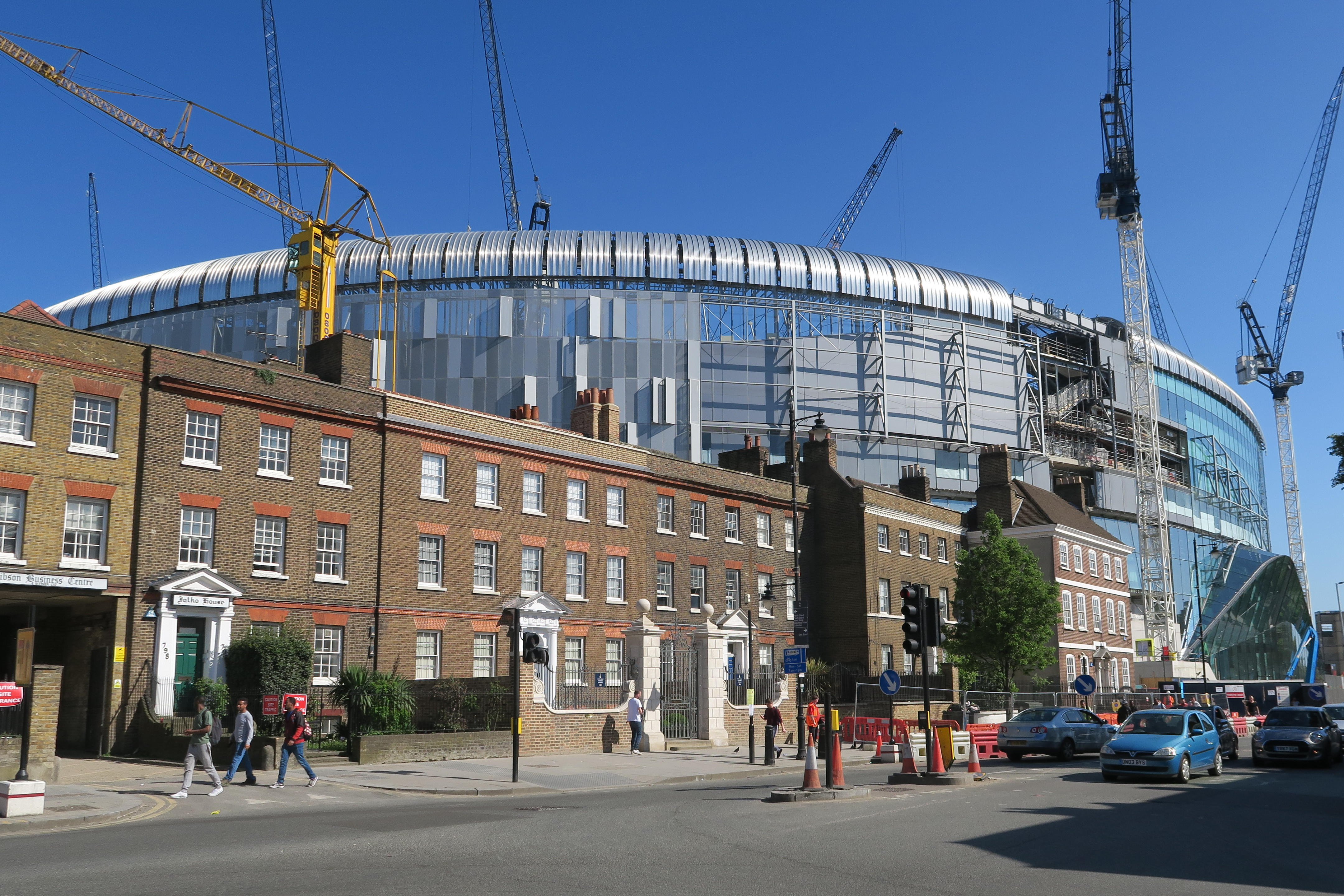
Arenan sedd från High Road i sydost.

Utvecklingsprojektet Northumberland är ett projekt för att bygga en fotbollsarena Tottenham Hotspur Stadium som ska ersätta White Hart Lane som hemmaarena för Tottenham Hotspur.
Arenan planerades ursprungligen att kunna släppa in 56 250 åskådare. Men år 2021 har Tottenham Hotspur Stadium en publikkapacitet på 62 850 åskådare. Projektet omfattar även 579 nya bostäder, ett hotell med 180 rum, vårdcentral, museum och souvenirbutik, extremsportanläggning och det redan klara Lilywhite House som innehåller en stormarknad, teknisk högskola och klubbadministrationslokaler.
Efter en längre tid av diskussioner med det lokala samhället, förhandlingar med kommunstyrelsen och Londons borgmästare, utfärdades ett bygglov den 20 september 2011. Ett beslut om expropriation utfärdat i juli 2014 som gav projektet grönt ljus att fortsätta överklagades rättsligt utan framgång i februari 2015. Det planerade öppningsdatumet för stadion har reviderats flera gånger och är för närvarande planerat till säsongen 2018/19. Den nya arenan kommer även att vara värd för minst två NFL-matcher per säsong.

## Bakgrund
Klubben uppgav år 2007 att den övervägde alternativ för att öka arenans kapacitet, antingen genom en ombyggnation nuvarande arenan eller genom en flytt till en helt ny plats. I bokslutet för 2007/2008 meddelade klubben att det valda alternativet skulle tillkännages under första halvåret 2008, men flyttade senare fram detta beslut fram till hösten 2008. Klubben hade även övervägt en flytt till en ny plats. En möjlighet för klubben var att använda Olympiastadion efter London-OS 2012. Eftersom detta skulle ha inneburit ett steg utanför Tottenham-området och eftersom arenan var tvungen att ha kvar sina löparbanor lades de planerna ned. I november 2007 offentliggjordes Tony Winterbottom, som bland annat hade arbetat med utvecklingen av Emirates Stadium, som projektledare.
I april 2008 avslöjade media att utredningar pågick angående möjligheten att använda sig av mark på det intilliggande industriområdet Wingate. Om bygglov och godkännande av industriområdets företag beviljades, kunde en arena med kapacitet för 55-60 000 åskådare byggas på den nuvarande platsen för White Hart Lane.
I december 2008 offentliggjordes den nya arenans design, skapad av KSS Design Group och Buro Happold. Ett nytt designteam tillkännagavs i juli 2015 tillsammans med en uppdaterad arenadesign. Populous för utformningen av arenan, hotellet och turistattraktioner; Allies and Morrison för de nya bostäderna; och Donald Insall Associates arkitekt för bevarandet av historiska byggnader.
Ett slutdatum för projektet tillkännagavs först i oktober 2009, när Spurs ordförande Daniel Levy uppgav att klubben hade för avsikt att flytta in i den nya arenan för starten av säsongen 2012/2013, för att sedan börja använda arenan fullt ut säsongen därefter. Efterföljande förseningar avseende tvångsinlösen har dock flyttat fram slutdatumet till åtminstone 2016. På klubbens årsstämma för 2013 i april 2014 meddelade klubben att den förväntade att arenan skulle stå klar sommaren 2017.

### Beräknade öppningsdatum
Den beräknade slutdatum har skjutits upp vid flera tillfällen. Under 2009 uppgav Spurs ordförande Daniel Levy uppgav att Spurs hade för avsikt att flytta in i den delvis färdigställda nya arenan till starten av säsongen 2012-13 säsong, för att sedan stå helt klar till säsongen därefter. Påföljande förseningar under 2013 i samband med tvångsinlösen flyttade fram slutdatumet först till 2016 sedan till sommaren 2017. Efter att planerna år 2015 hamnat i High Court reviderades öppningsdatumet till säsongen 2018/19.
Arenan kommer att invigas den 3 april 2019 med ett Londonderby emot Crystal Palace.

### Temporär arena
Tottenham Hotspur har indikerat att för att minska förseningar som inträffat i planeringsprocessen skulle försöka påskynda byggandet av den nya arenan genom att flytta på tillfällig basis till en alternativ arena. Flera arenor har diskuterats som möjliga alternativ; Wembley Stadium och Stadium MK. Andra platser inkluderar Boleyn Ground när/om West Ham United har flyttat till Olympiastadion och Twickenham Stadium.
Den 28 maj 2016 meddelades det att Tottenham skulle spela europeiska matcher på Wembley från och med säsongen 2016/17 och samtliga matcher säsongen 2017/18.

### Utvecklingsprojektet
Utvecklingsprojektet Northumberland täcker en yta på cirka 81 000 m², kantad av Park Lane i söder, Worcester avenue till öst, Northumberland Park i norr och High Road till väst. Arenan kommer att byggas vid sidan av den befintliga White Hart Lane och kommer att utformas på ett sådant sätt att publiken kommer att vara nära planen för att maximera atmosfären inuti arenan. En av läktarna kommer att ha en Spion Kop-utformning, liknande bland annat The Kop på Anfield.
I september 2012 inleddes projektet med arbetet på den plats där en Sainsbury’s stormarknad kommer att byggas. Det beräknade slutdatumet för hela projektet är nu framflyttat till 2016.
Spurs har inte släppt den beräknade kostnaden för arenan, även om den beräknas till cirka 400 miljoner pund. Istället för att bibehålla namnet White Hart Lane, planerar klubben att få till en företagssponsring av arenans namn, med potentiella köpare bland annat i Förenade Arabemiraten.
Projektets övergripande utformning som presenterades i maj 2013 har ändrats med jämna mellanrum och omfattar:
- Arena med en kapacitet på 61 000 åskådare med en Spion Kop-läktare med 17 000 platser samt en infällbar konstgräsplan för NFL-matcher.[16]
- Utformningen av planerade media- och sjukvårdsutrymmen samt omklädningsrum förbättrades efter att man i juni 2015 flyttat parkeringsplatser från markplan till under jord.[29]
- Kontor i både kulturminnesmärkta och nya byggnader som omfattar biljettkontor, souvenirbutik och museum.[16]
- Offentlig öppen plats, med rekreationsområde och kaféer.[16]
- Ombyggnad av High Road, med en innergård för bevarade historiska byggnader tillsammans med ny landskapsarkitektur framför arenan.[16]
- 579 nya bostäder (ökat från 200 år 2012).[16]
- Hotell med 180 rum samt 49 lägenheter med service.[16]
- Ny vårdcentral.[16]
- Extremsportsarena med en klättervägg som blir den högsta inomhusklätterväggen i världen.[16]
- Sainsbury’s stormarknad med parkering, med klubbkontor ovanför.[30] Stormarknaden öppnade i november 2013 och klubbkontoret i februari 2015.[31]
- Grundskola driven av E-ACT Free Schools i samarbete med klubben,[32] öppnade i september 2014.[31]
- Nya kontor för Tottenham Hotspur Foundation
- Teknisk högskola med inriktning på sport, vetenskap och hälsa i samarbete med Middlesex University. Skolan fick tillfälligt godkännande av Secretary of State for Education i april 2013 och en slutlig överenskommelse med klubben nåddes i september 2013.[33][34] Öppnade i september 2014.[30]

### Finansiering
Den 21 augusti 2009 gjorde Tottenham Hotspur ett tillkännagivande att de utfärdat 30 miljoner nya aktier i syfte att få in 15 miljoner pund för att finansiera den första etappen av projektet. Medlen avser specifikt de kostnader som krävs för att föra projektet till den punkt där en fullständig bygglovsansökan kan lämnas in. Klubbens huvudägare, ENIC International Ltd, tecknade upp 27,8 miljoner av aktierna. Klubben har även lagt in ett förslag för en investering från Regional Growth Fund (RGF). Ett beslut har ännu inte tagits. Den 22 juli 2011 lämnade supportergruppen Supporting Our Future ett förslag till ett finansieringsinitiativ på 50 miljoner pund till Spurs för att stödja Northumberland utvecklingsprojekt genom Community Share scheme. Detta förslag lades fram efter en omröstning bland Tottenhamfans på deras syn på klubben och Northumberland utvecklingsprojekt, och omfattande samråd med klubben, kommunstyrelsen och Supporters Direct.
Klubben meddelade i april 2014 att den hade avyttrat viss egendom till väster om High Road avseende fas 1 av projektet till TH Property Limited, ett dotterbolag till ENIC, och att intäkterna från detta används för att betala av skulder på egendomen.
I april 2017 rapporterades det att NFL bidrog med 10 miljoner pund i utbyte mot att två NFL-matcher per år spelas på arenan.

## Bygglov

### Bygglovsansökningar
Klubben lämnade in en ursprunglig bygglovsansökan för arenan till kommunstyrelsen i oktober 2009, i syfte att få till en byggstart under 2010. Efter kritik från English Heritage, kommissionen för arkitektur och samhällsbyggnad och andra miljögrupper om den föreslagna rivningen av kulturminnesmärkta byggnader i maj 2010 drog klubben dock tillbaka sin bygglovsansökan för en reviderad plan, som behöll de kulturmärkta byggnaderna, minskade antalet nybyggda bostäder och förbättrade de offentliga utrymmena.
Den 30 september godkände kommunens planeringskommitté enhälligt den reviderade bygglovsansökan. Daniel Levy, Tottenhams ordförande sa: - 

"Klart vi är mycket nöjda med detta enhälliga beslut och är tacksamma mot alla dem som uttryckte så tydligt stöd för planerna. Jag vill betona att det fortfarande finns mycket arbete att göra. Vi ska fortsätta att arbeta med kommunstyrelsen och ansökan kommer nu att behandlas av Londons borgmästare och hänvisas till statssekreteraren."
—Daniel Levy

 I april 2013 gjordes en offentlig undersökning om den sista kvarvarande egendomen som skall förvärvas och klubben meddelade i april 2014 att de väntade på beslut om expropriation.
Londons borgmästare gav sitt godkännande till planerna att bygga om arenan den 25 november 2010. Klubben bekräftade den 9 december 2010 att miljö,- livsmedels- och landsbygdsministern hade bekräftat att hon inte hade för avsikt att begära in bygglovsansökan och att English Heritage inte skulle begära ytterligare överväganden angående de kulturminnesmärkta byggnaderna och bygglov beviljades den 20 september 2011.

### Sanering och infrastrukturprojekt
Efter upploppen i Tottenham-området andra delar av London och England i augusti 2011 meddelade Greater London Authority den 28 september att de skulle befria klubben från alla samhälls- och infrastrukturkostnader, uppskattade till 8,5 miljoner pund, som planerare normalt skulle kräva och att ge ytterligare 8,5 miljoner för återuppbyggnad och infrastrukturprojekt. Som en del i avtalet lades ytterligare 9 miljoner till av London Borough of Haringey för att förbättra servicen för invånarna i området.

### Expropriation
Den 11 juli 2014 fattades ett mycket försenat beslut av Eric Pickles, statssekreterare för departementet för lokalsamhälle och lokalstyre. Beslutet beviljade expropriation av den återstående biten av mark som hindrade den fortsatta utvecklingen av projektet och den planerade arenan för Tottenham Hotspur. Klubben utfärdade sedan under samma dag ett uttalande där klubben säkerställde att planerna för den nya arenan har optimerats och framtidssäkrats under den långa processen för att bevilja expropriation.
I september 2014 inledde den kvarvarande verksamheten med två tomter på utvecklingsområdets plats, Archway Sheet Metal Works, en rättslig prövning med anledning av att de ansåg att beslutet om expropriation var olagligt och ogiltigt. Den 20 februari 2015 slog High Courts domare fast att det beslutet om expropriation var lagligt och giltigt och meddelade inget prövningstillstånd även om fallet skulle kunna hänvisas till Court of Appeal, något som Archway Steel den 13 mars 2015 bekräftade att de inte hade för avsikt att göra. Den 31 mars 2015 meddelade Tottenham och Archway Sheet Metal Works i ett gemensamt uttalande att ett avtal hade ingåtts om försäljning av de återstående tomterna på Paxton Road som krävs för att projektet ska kunna fortsätta.

## Alternativet Olympiastadion

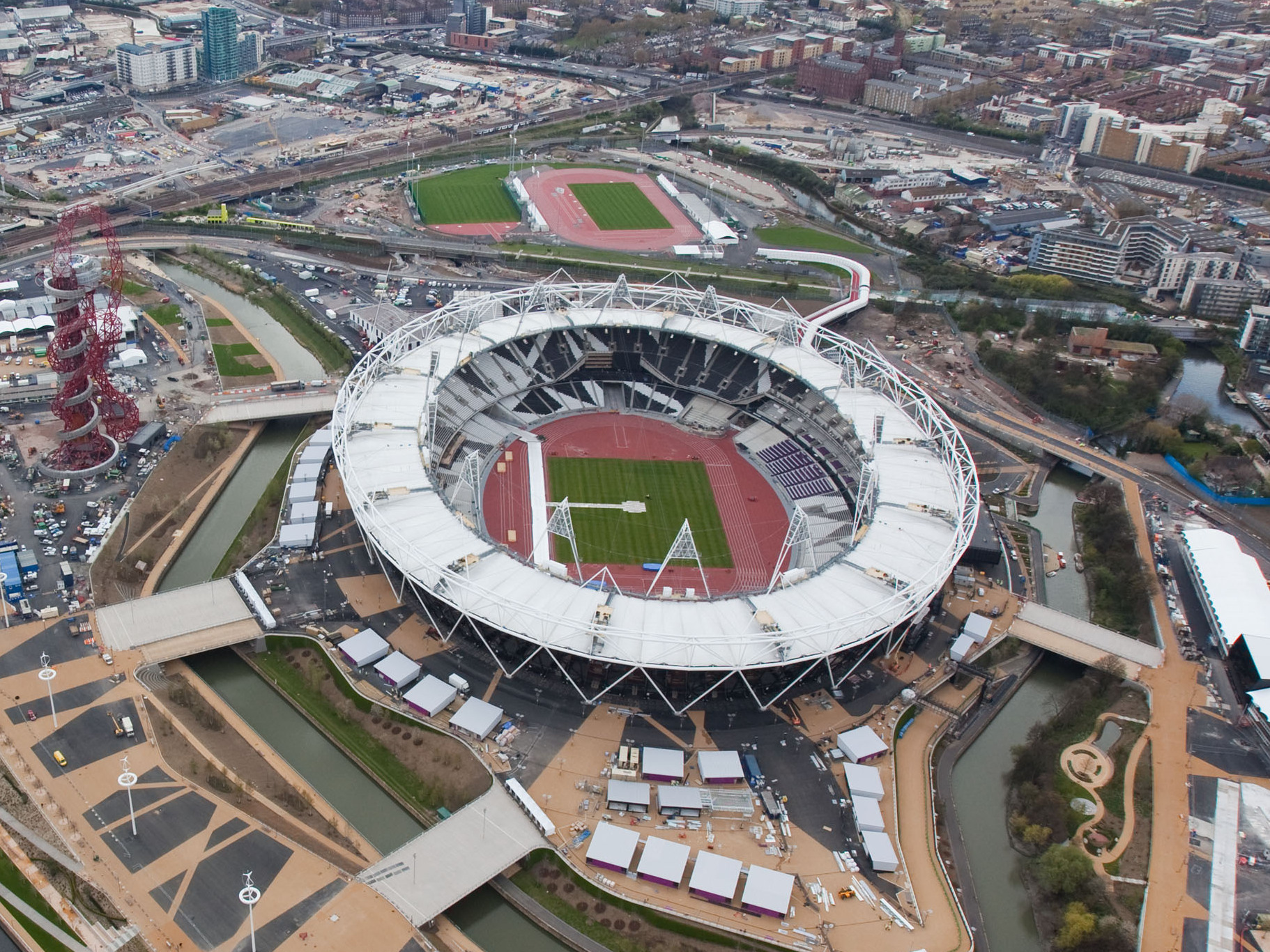
Flygbild över Londons Olympiastadion

Den 1 oktober 2010 bekräftade Daniel Levy i ett pressmeddelande att klubben även hade anmält sitt intresse för Olympiastadion i samverkan med AEG och att deadline för dessa planer var satt till den 30 september 2010. Ordföranden förklarade att:

Att vi ser till att undersöka alla möjliga alternativ för klubben är bara varsamt och gott ledarskap. Vi informerades av Olympic Park Legacy Company att om vi inte anmälde ett intresse vid denna tidpunkt, skulle det inte finnas en sådan möjlighet i framtiden.
—Daniel Levy

Den 12 november 2010 meddelade Olympic Park Legacy Company (OPLC) att Tottenham Hotspur/AEG-konsortiet, tillsammans med West Ham United, var de föredragna budgivarna att ta över den olympiska stadion efter London-OS 2012. OPLC meddelade att förhandlingarna skulle fortsätta med båda budgivarna och det vinnande budet skulle bekräftas i mars 2011. Den 13 januari 2011 hotade David Lammy, parlamentsledamot för Tottenham parlamentsvalkrets, att vidta rättsliga åtgärder mot användningen av namnet "Tottenham" om klubben genomförde en flytt från Tottenham. OPLC meddelade den 11 februari 2011 att West Ham hade valts som prioriterad budgivare för Olympiastadion, med förbehåll för att beslutet ratificeras av myndigheter och Londons borgmästare. I ett uttalande meddelade Tottenham Hotspur att klubben fortfarande skulle övervaka situationen eftersom affären ännu inte var avslutad. Spurs ansökte sedan om en rättslig prövning för att omvända OPLC:s beslut, men detta överklagande avslogs i juni 2011.
Olympic Legacy Company, som tog över efter OPLC, meddelade den 5 juli 2011 att en oberoende granskning i utdelningen av Olympic Park Stadium till West Ham FC skulle utföras av revisionsbyrån Moore Stephens. Detta efter man upptäckt att en anställd i Legacy Company hade anlitats av West Ham att utföra konsultinsatser rörande Olympiastadion utan tillstånd av OPLC. OPLC meddelade att den anställde stängts av under tiden en utredning om en möjlig intressekonflikt genomfördes. Det blev också känt att den anställde redan hade förklarat för OPLC att hon var i en personlig relation med en chef för fotbollsklubben. Samtidigt meddelade Tottenham Hotspur man sökte en domstolsprövning av beslutet att tilldela arenan till West Ham efter OS.
Den 24 augusti 2011 vann Tottenham och Leyton Orient en omprövning av beslutet, som berättade att de hade ett fall värd prövning. Granskningen skulle äga rum den 18 oktober 2011, men den 11 oktober 2011 kollapsade affären att sälja arenan till West Ham. Den 17 oktober 2011 meddelade regeringen att Tottenham Hotspur (och Leyton Orient FC) hade återkallat sin ansökan om domstolsprövning i överlämnandet av den olympiska stadion till West Ham.